# Biogazole

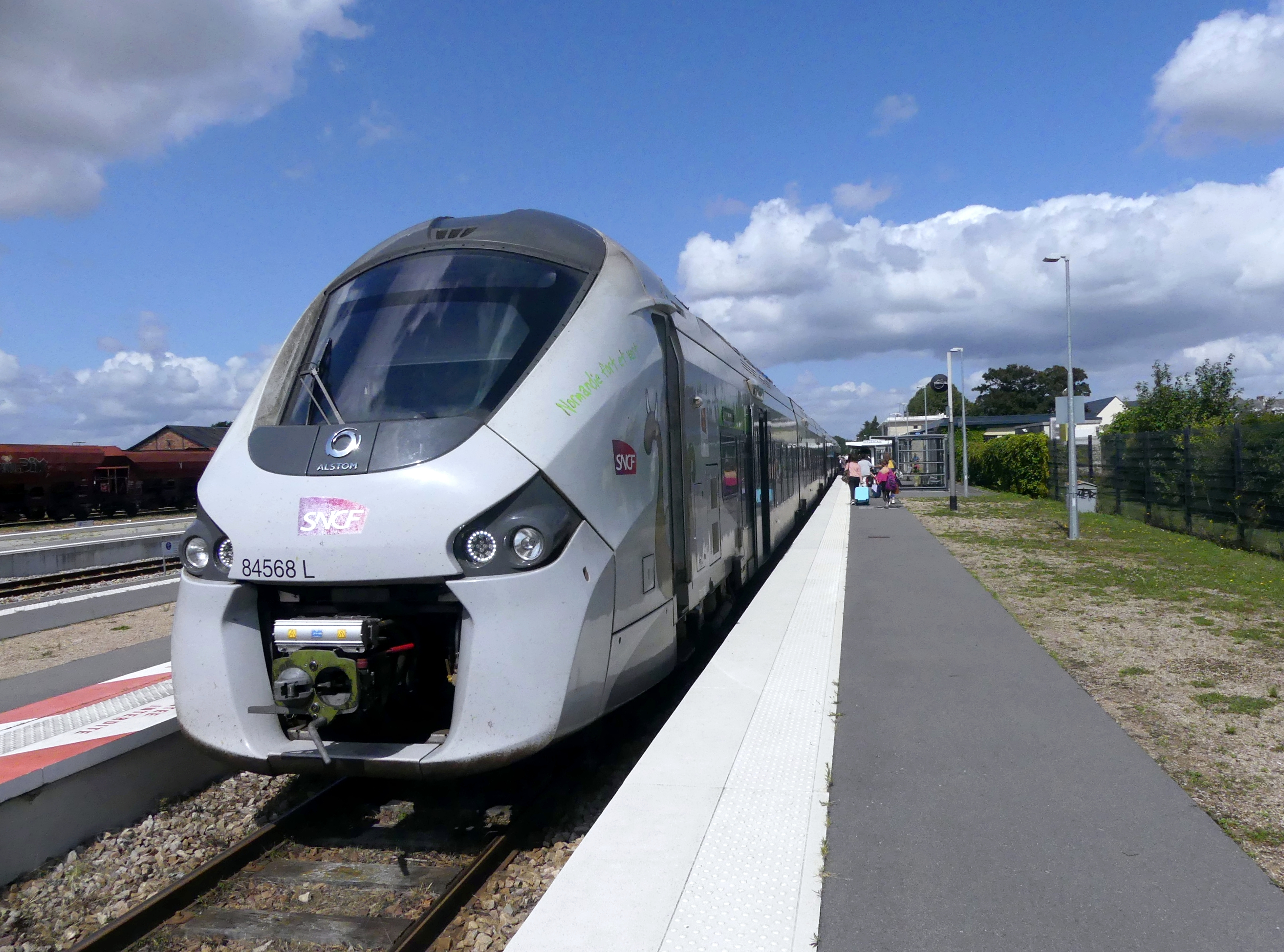
Expérimentation d'utilisation du B100 sur une rame Régiolis sur la ligne Paris-Granville.

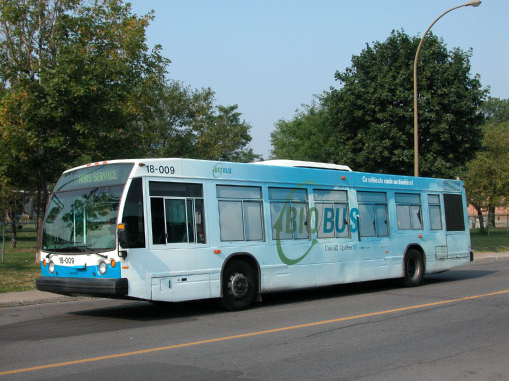
Un autobus biodiesel à Montréal.

Le biogazole, biodiesel ou biodiésel,, est un biocarburant (ou agrocarburant) utilisé comme alternative renouvenable au carburant pour moteur Diesel classique : gazole, ou « pétrodiesel » pour faire la distinction entre les deux.
Le biogazole peut être utilisé seul dans les moteurs (B100, pour « 100% de biocarburant ») ou mélangé avec du pétrodiesel (B30, B20, B10, B7, etc. suivant le pourcentage d'incorporation de biocarburant). Ce biocarburant est obtenu à partir d'huile végétale ou animale (y compris huiles de cuisson usagées) transformée pour éliminer le glycérol. Le procédé le plus courant est la « transestérification » faisant réagir cette huile avec un alcool (méthanol ou éthanol), afin d'obtenir du EMHV ou du EEHV (suivant l’alcool utilisé). L'hydrogénation peut également être utilisée.
En France, lorsqu'il est utilisé pour de l'incorporation au gazole, on emploie aussi le terme de diester. Le diester, mot-valise formé par la contraction de diesel et ester, est une marque déposée en 1990 par Sofiprotéol, acteur financier et industriel de la filière française des huiles et protéines végétales Terres OléoPro. C’est aussi un terme devenu commun pour désigner en France, les esters méthyliques d’huiles végétales (EMHV), le biodiesel en Europe et en Amérique du Nord.

## Procédé de fabrication
En principe, le moteur diesel peut fonctionner directement avec n'importe quelle huile. Cependant, les huiles sont des triglycérides qui contiennent de la glycérine, dont la combustion peut produire de l'acroléine toxique. Il s'agit donc de la supprimer. De plus, les huiles ont un moins bon indice de cétane et sont plus visqueuses que le gazole (voire pâteuse ou solide à la température ambiante), et cette caractéristique peut également être améliorée, pour obtenir une combustion de qualité dans les moteurs Diesel.

### Huiles utilisées

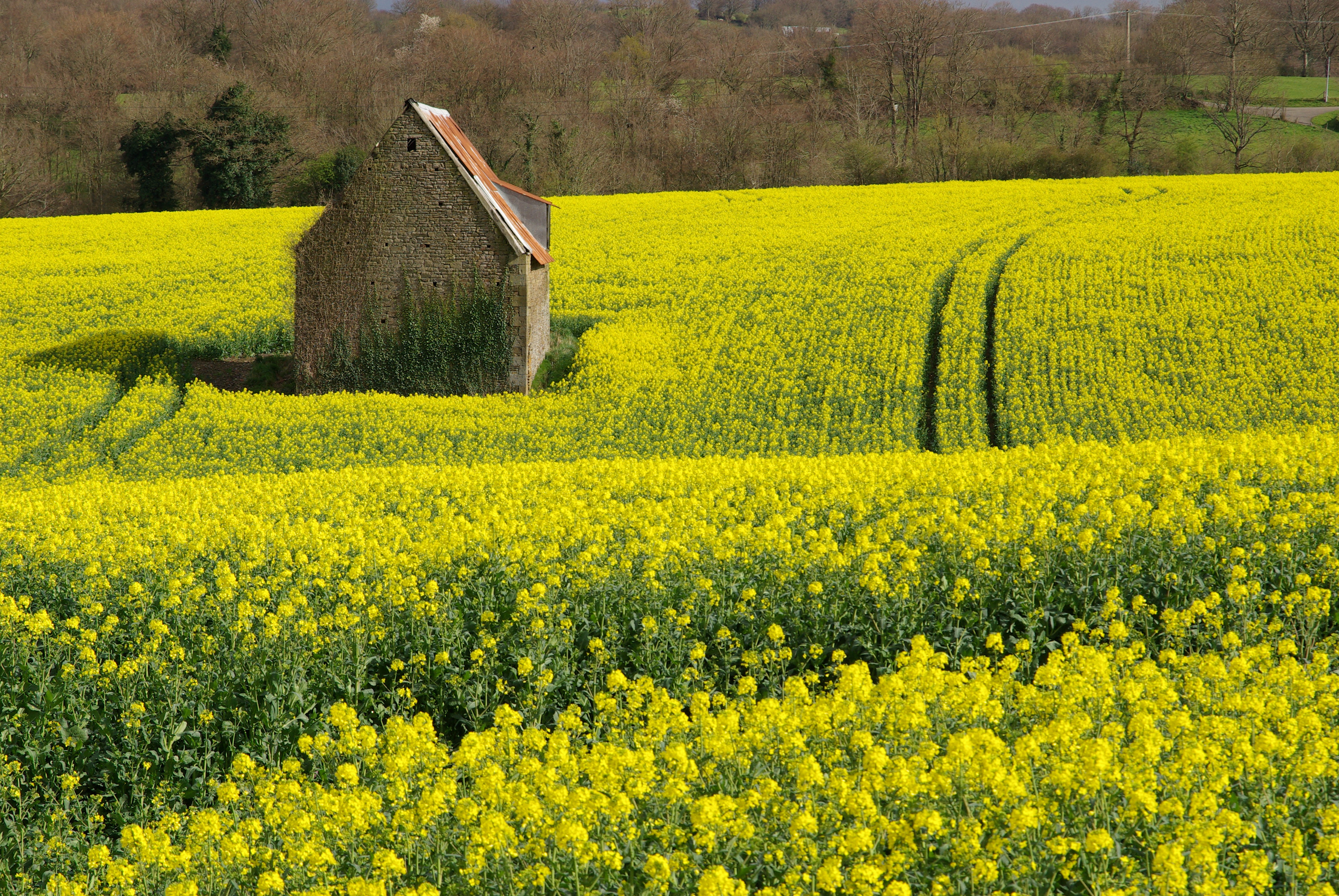
Champ de colza.

En principe, toutes les huiles peuvent être utilisées, et ce sont les considérations locales de disponibilité et de prix (selon les végétaux cultivés) qui favoriseront  les unes ou les autres. Ainsi, en France, les producteurs utilisent plus souvent de l'huile de colza, tandis qu'aux États-Unis, les fabricants préfèrent le soja et dans une moindre mesure le canola. Les États-Unis sont par ailleurs les plus gros producteurs de soja devant le Brésil. L'huile est obtenue par pression puis extraction des graines. Mais c'est peut-être à partir d'algues (algocarburant), ou de bactéries que les huiles pourront être produites avec le meilleur rendement, rendant ainsi envisageable une production de biodiesel à grande échelle.
Aujourd'hui l'huile de palme est également très utilisée pour produire ce carburant ; la production de ce carburant représente plus de 20 % de la consommation mondiale d'huile de palme en 2018, c'est le principal facteur de déforestation dû à ce fruit.

### Transestérification par le méthanol

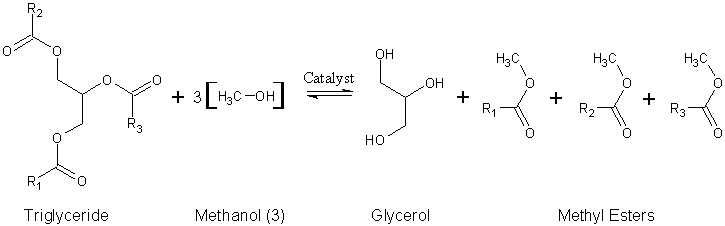
Équation chimique de la réaction de transestérification : 1 mol de trilinoléate de glycéryle + 3 mol de méthanol → 1 mol de glycérol + 3 mol d'EMHV.

Une transestérification est la réaction d'un ester sur un alcool pour donner un autre ester. En ce qui concerne le biodiesel, c'est principalement la transestérification de trilinoléate de glycéryle (huile de colza, de palme, etc.) par le méthanol (CH3OH) et on obtient de l'ester méthylique d'huile végétale (EMHV) et du glycérol (C3H8O3). La transestérification est une réaction chimique qui est à l'origine du diester. Les molécules plus petites du biodiesel ainsi obtenues peuvent alors être utilisées comme carburant dans les moteurs à allumage par compression (moteur Diesel).
Pour augmenter la vitesse de réaction, il faut chauffer le liquide vers 50 °C et ajouter une base comme catalyseur (catalyse homogène : catalyseurs solubles dans le milieu réactionnel tels que l'hydroxyde de sodium en solution méthanoïque ou le méthylate de sodium ; catalyse hétérogène : catalyseurs insolubles dans le milieu réactionnel). Pour un meilleur rendement énergétique global, on peut aussi choisir de laisser simplement réagir sans chauffer, la réaction prenant alors quelques heures. Il faut approximativement 100 kg de méthanol pour transestérifier une tonne d'huile végétale (ester d'acides gras et de glycérol) de colza en présence d'un catalyseur alcalin. On obtient alors une tonne de diester (ester d'acides gras et de méthanol) et 100 kg de glycérine réutilisable dans l'industrie chimique ou alimentaire.
La réaction chimique peut être accélérée et améliorée par ultrasonification, qui augmente le rendement de la transestérification des huiles végétales et des graisses animales en biodiesel. Ceci permet de changer la production de batch à débit continu et de réduire le coût d’investissement et d’opération.

#### Produits secondaires
La production de biodiesel s'accompagne de la production de glycérol comme produit secondaire principal à hauteur de 10 % massique.

### Hydrogénation

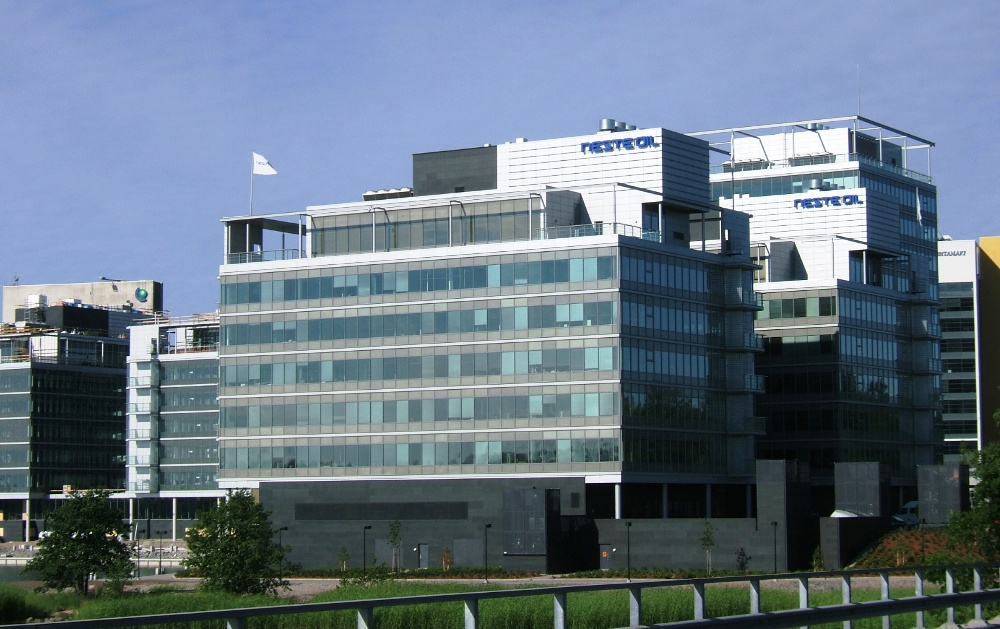
Industrie « Neste » d'agrocarburant, en Finlande.

Le procédé d'hydrogénation, breveté par la société finlandaise Neste, consiste à transformer les triglycérides de l'huile végétale en leurs alcanes correspondants. Comme dans le procédé traditionnel, il s'agit d'une réaction catalytique, mais cette fois-ci l'huile est mise en présence d'hydrogène au lieu de méthanol. Les avantages de ce procédé par rapport à la précédente sont multiples. La coproduction de glycérine, pour laquelle il n'existe pas toujours de débouché local, est évitée. L'hydrogénation permet par ailleurs d'ôter tous les atomes d'oxygène. En effet, l'absence de molécules oxygénées rend le produit final plus stable. Enfin, les produits de la réaction sont essentiellement des alcanes, ce qui permet d'obtenir des indices de cétane élevés, proches d'un gazole idéal.
Par certains aspects, le biodiesel obtenu est supérieur au gazole de source pétrolière : point de trouble plus élevé, émissions nocives plus faibles. Ce procédé est déployé à grande échelle dans une usine à Singapour, qui transforme de l'huile de palme, et capable de produire 2,6 millions de tonnes de biogazole par an, dont jusqu'à 1 million de biocarburant pour l'aviation). Il s'agit de la plus grosse usine d'agrocarburants au monde[réf. nécessaire].

### Caractéristiques comparées
Par rapport au pétrodiesel, les huiles végétales possèdent une viscosité plus importante (jusqu'à 10 fois plus), une indice de cétane plus faible, et une température de solidification plus élevée. La viscosité du biodiesel est plus forte, jusqu'à dix fois plus, et le biodiesel est plus corrosif que le petrodiesel. Le biodiesel pur dégrade le caoutchouc naturel et pour cette raison, il convient de vérifier la nature des joints si l'on veut utiliser du biodiesel pur.[réf. nécessaire]

## Marché du biodiesel

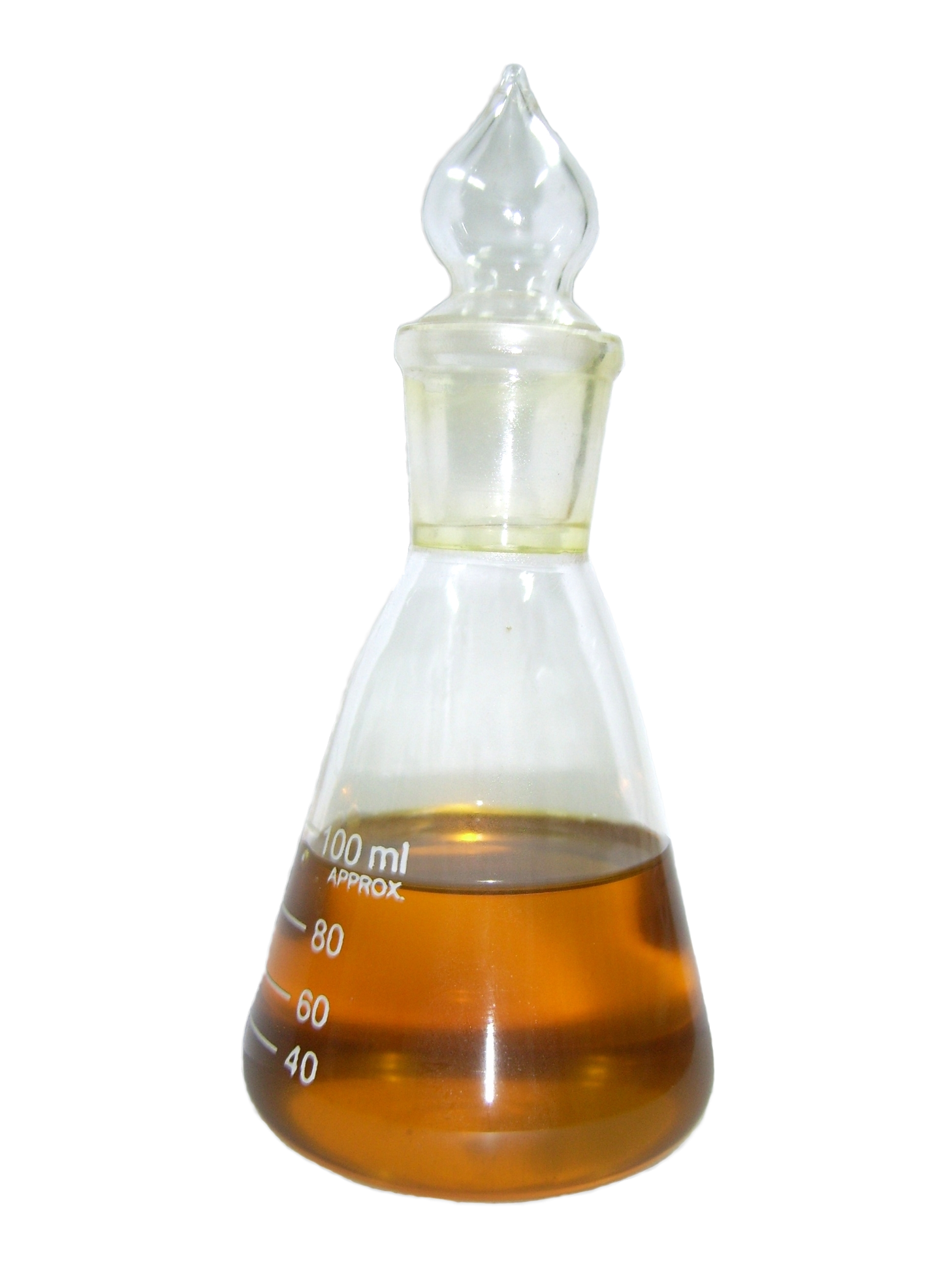
Photographie d'un échantillon de Biodiesel

### Producteurs
Les plus gros producteurs de biodiesel sont les États-Unis, l'Allemagne et la France. Le département de l'Énergie du gouvernement des États-Unis a publié plusieurs documents sur le biodiesel. Les États-Unis soutiennent aussi la recherche dans ce domaine via le « National Renewable Energy Laboratory ». En Belgique, les unités de production du biodiesel active ou en phase de construction sont localisées à Ertvelde (par Oleon), à Feluy (par Neochim) et à Wandre (par Biofuel). En France, le leader de la production de biodiesel est Diester Industrie qui détient des unités de production sur sept sites industriels pour une capacité de production de deux millions de tonnes de Diester en France. Ineos, Veolia Saria et Nord Ester sont également présents sur ce secteur. Le biodiesel est utilisé en mélange par les marchands de carburant. En 2007, le Brésil et l'Argentine — où le colza OGM s'est fortement développé — visent le marché européen. Trois unités de productions sont inaugurées les huit premiers mois de l'année en Argentine, dont l'usine de l'huilerie Cincentin (24 000 t/an) et cinq autres sont en cours de construction. L’Argentine pourrait ainsi passer de 200 000 t/an mi-2007 à 1 million de t/an en 2008.
La filière du biodiesel se développe presque exclusivement en UE, mais elle gagne du terrain dans autres régions du monde par exemple au Brésil, avec notamment Brasil Ecodiesel, et en Indonésie où les cultures de palmiers et de soja pour un usage énergétique se pratiquent dans l’agriculture sur brûlis au détriment de la forêt.

#### Production de biodiesel en Indonésie
L'Indonésie cherche à profiter du nouveau marché mondial des biocarburants comme le font de nombreux pays en développement. Le pays possède de vastes plantations de palmiers à huile et en est aujourd'hui le premier producteur mondial (76 %), il est donc bien placé pour développer la production de biodiesel.En effet, l’huile de palme a un rendement exceptionnel et ses coûts de production sont les moins élevés des huiles végétales. Ce produit est considéré comme très intéressant pour la production de biodiesel. Les plantations de palmiers sont directement associées à des impacts humains négatifs sur les communautés rurales et sur les populations autochtones. De nombreux cas de violations des droits de l'homme par des sociétés de plantation ont vu le jour, en particulier lors de l'acquisition des terres et du développement des plantations. D'autres études indiquent que des conflits sociaux naissent entre les développeurs et les communautés de plantations en raison d'un manque de reconnaissance des droits coutumiers, d’accords violés, de promesses non tenues et de mépris pour l'environnement local.
Seules les personnes au-dessus d'un certain seuil de revenu et de compétences, sont propriétaires de ses plantations. Par conséquent, cela entraîne des discriminations sociales ainsi que des mauvaises relations entre les communautés locales. De plus, les prix étant en augmentation, ce sujet porte à controverse. La demande peut inciter certains pays comme l’Indonésie à privilégier les exportations au détriment des marchés domestiques, provoquant des pénuries pour l’approvisionnement local. Les plans d'expansion de l'huile de palme pour les biocarburants en Indonésie ont fait l'objet de beaucoup de débats politiques sur l'environnement. En effet, les ONG estiment une déforestation de 2,5 millions d’hectares chaque année. Tout d’abord, cela engendre la déforestation de grandes étendues de forêts primaires ou secondaires, ayant des conséquences très négatives sur les écosystèmes, engendrant une perte de biodiversité, une augmentation des émissions de gaz à effet de serre (GES) ainsi qu’une dégradation des sols. Les plantations de palmier à huile provoquent un effet de pollution massive en raison des intrants (pesticides, herbicides) et des effluents d’usine. Celles-ci ont été associées à des concentrations élevées de sédiments de l'agrochimie et des nutriments dans les rivières et les cours d'eau entraînant des effets nocifs sur les animaux ainsi qu’une contamination des eaux réduisant de manière significative la capacité du pays à stocker l’eau. Cependant, certains voient le biodiesel à base d'huile de palme comme jouant un rôle important dans l'atténuation du changement climatique, en fournissant une source alternative d'énergie, et de contribution au développement économique ainsi que comme des moyens de subsistance en milieu rural.

#### Production de biodiesel dans l'UE
Plusieurs facteurs sont venus légitimer et encourager le développement des biocarburants au sein de l’Union européenne. Tout d’abord, les biocarburants présentent un avantage par rapport aux combustibles fossiles car ils permettent de limiter les émissions de gaz à effet de serre vu que leur bilan d’émission de CO2 est souvent plus faible. Ainsi, ils sont un moyen pour l’UE d’atteindre les objectifs fixés par le protocole de Kyoto (1997). Ensuite, l’Union européenne vise à réduire sa dépendance énergétique par rapport aux ressources fossiles monopolisées par les pays de l’OPEP. Elle souhaite une diversification et une décentralisation des approvisionnements énergétiques.
L’UE va aussi décider de promouvoir le biodiesel dans le but d’accroître la production et garantir la sécurité des approvisionnements européens en produits agricoles.
Enfin, un dernier point en faveur du biodiesel est sa possibilité d’être mélangé au carburant (diesel) déjà sur le marché. Il est donc facile d’implanter ce « diesel écologique » dans un réseau de distribution de carburant et dans le parc automobile actuel.
C’est pour ces différentes raisons, qu’en 2003, la Commission européenne a mis en place la première réglementation concernant les biocarburants. La Directive 2003/30/CE établit un objectif de 2 % d’énergie renouvelable dans le secteur du transport pour 2005 et de 5,75 % pour 2010[6]. En 2005, l’UE réalise un bilan de la situation et il apparaît que seules l’Allemagne et la Suède ont atteint les objectifs fixés. Entre 2004 et 2008, « le débat sur les biocarburants est passé par des extrêmes : d’un enthousiasme un peu excessif en 2007, sous le coup de l’envolée des prix du pétrole, aux accusations les plus violentes au cours de l’année 2008, alors que les prix alimentaires s’envolaient à leur tour, réveillant les craintes de famine oubliées depuis longtemps, avec les biocarburants faisant office de coupable idéal ». En effet, lors du choc pétrolier, on va mettre en avant les biocarburants car, en plus d’être une énergie renouvelable, ils sont une source énergétique indépendante du pétrole. Cependant, dès que la crise a atteint le secteur agricole, la production croissante de biodiesel et de bioéthanol a été directement considérée comme une des causes de l’augmentation du prix des denrées alimentaires.
D’autres impacts négatifs des biocarburants ont aussi été soulignés, notamment, la « non-durabilité des cultures ». Avec l’augmentation de la demande de matières premières alimentaires, il faut produire à un rendement très élevé, cela va dégrader les surfaces arables qui sont de plus en plus limitées. Dès lors, pour répondre à ce manque de terres, on va recourir au défrichement et à la déforestation, et ainsi, détruire la biodiversité des forêts.
Enfin, des questions se posent quant au bilan d’émissions de GES qui est difficile à évaluer.
En 2009, on apporte des changements à la politique de promotion européenne en introduisant une nouvelle directive sur l’énergie renouvelable dans le cadre du « Paquet Énergie-Climat» qui va modifier, puis abroger la Directive 2003/30/CE. Cette nouvelle directive (2009/28/CE) est aussi appelée « Directive 20-20-20 » car elle fixe un objectif de 20 % de réduction des gaz à effet de serre et de remplacement de 20 % des carburants traditionnels par de l’énergie renouvelable dans la consommation énergétique totale de l’UE pour l’horizon 2020. En ce qui concerne les biocarburants, la Commission européenne impose 10 % d’utilisation pour 2020.
De plus, dans le cadre du plan SET (Strategic Energy Technology), elle va favoriser l’utilisation de biocarburants de seconde génération qui ont l’avantage de ne pas provenir de denrées alimentaires mais de déchets organiques. Par ailleurs, il semblerait que les biocarburants de deuxième génération émettent moins de CO2 que ceux de première génération.[réf. nécessaire]

#### Production du biodiesel en France
Si Veolia est en 2018 le plus gros producteur de biodiesel, avec plus de 20 000 t/an, de nouveaux acteurs apparaissent sur le marché. En 2016, les entreprises Suez et Total ont conclu un accord de partenariat pour 10 ans afin d'alimenter la future bioraffinerie du groupe Total.
En 2018, le marché français du biodiesel, longtemps dominé par des producteurs français comme Avril qui transforment essentiellement du colza, est sévèrement concurrencé par des importations massives de biodiesel argentin (à base de soja) et indonésien (à base d'huile de palme). Les importations de biodiesel ont représenté 2,8 à 2,9 millions de tonnes en 2018 alors que la production française est tombée à 1,7 million de tonnes sous l'effet de l'arrivée de ces carburants à prix cassés ; Avril, le leader du marché, a dû mettre ses cinq sites de production au chômage technique. La production de ces pays est largement subventionnée ; la filière biodiesel a déposé des plaintes pour dumping auprès de la Commission européenne. Les perspectives de croissance s'annoncent à terme compromises, car les essences et gazoles ont pratiquement atteint les limites d'incorporation de biocarburants fixés par la réglementation européenne pour limiter les problématiques d'usage des sols et de concurrence des matières premières avec les débouchés alimentaires. La programmation pluriannuelle de l'énergie prévoit de stabiliser le taux d'incorporation des biocarburants de première génération à 7 % pour la prochaine décennie ; la part des biocarburants avancés, « élaborés à partir de déchets, de résidus ou de matières premières non alimentaires » devra être multipliée par 12 pour l'essence et par neuf pour le diesel d'ici à 2028.

#### Production de biodiesel au Japon
Des entreprises japonaises produisent du biodiesel, notamment euglena (entreprise) qui produit du biodiesel depuis 2015 à base d'euglena,. Ce type de biodiesel, fabriqué à base d'algue, ou appelé de 3ème génération, a un impact environnemental moins important que ceux dits de première génération.

#### Traitement des huiles usagées
Les huiles alimentaires usagées peuvent être converties en biodiesel, et ainsi être réutilisées.

### Conséquences du biodiesel

#### Avantages
Les agrocarburants permettent aux pays qui les produisent de devenir moins dépendants sur le plan énergétique. Par ailleurs, la production de biodiesel est source de création d'emplois.
En Europe, et tout particulièrement en France, la part des véhicules Diesel dans le parc automobile progresse au détriment des véhicules essence. Le Diester qui se substitue au gazole permet donc de réduire les importations de gazole et d’améliorer la balance commerciale de la France, tout en évitant des rejets de CO2 dans l'atmosphère. La stratégie de réduction de la dépendance énergétique de la France se justifie d’autant plus depuis les hausses des cours du pétrole.
Le processus de fabrication des biodiesels génère des sous-produits ou coproduits. Il s'agit en particulier des tourteaux, coproduit issu de l'extraction de l'huile des graines, et de la glycérine, coproduit issu de la transestérification de l'huile végétale en ester. La commercialisation de ces coproduits peut partiellement amortir les coûts de production des biodiesels et permettent à d’autres secteurs économiques de croître parallèlement à la production de biocarburants. Les tourteaux, riches en protéines végétales, sont utilisés pour l'alimentation animale, et la glycérine est utilisée par l'industrie chimique, la cosmétique, la pharmacie pour de très nombreuses applications.
Les acteurs économiques favorables aux biocarburants soutiennent que la priorité est toujours donnée à la production alimentaire. En effet, une graine de colza contient autour de 44 % d'huile (qui sert à l'alimentation ou à l'énergie) et 56 % de tourteau, qui sert à l'alimentation animale, et donc indirectement à l'alimentation humaine. D'autres voix font remarquer que l'huile de colza est utilisée à plus de 65 % pour les biocarburants, dans l'Union européenne. Ces voix font le lien entre la politique de développement des biocarburants et l'augmentation des prix des commodités agricoles.
Les agrocarburants représentent aujourd'hui un vrai débouché pour l’agriculture européenne à côté des débouchés prioritaires en alimentation.

#### Inconvénients
(janvier 2018).
Le biodiesel reste un produit industriel, alors que les huiles végétales brutes pourraient, après filtrage poussé (1 à 5 µm) et neutralisation, être directement injectées dans un moteur Diesel, souvent peu sensible au carburant utilisé, mais pas dans toutes les voitures à moteur Diesel ni dans n'importe quelles conditions. Cette pratique, autorisée uniquement pour les machines agricoles en France, pose néanmoins la question de la production d'acroléine à l'échappement (voir plus haut). Un débat existe dans certains pays car le biodiesel est fabriqué à partir d'une marchandise à vocation alimentaire.
En France, la rentabilité de la filière repose sur la production de colza sur des parcelles dites en « jachère industrielle » à un prix inférieur au prix du marché du colza alimentaire (MATIF). Le taux de jachère imposé par la politique agricole européenne a chuté de 15 % dans les années 1990 à 5 % en 2004 pour finalement être supprimé en 2007, fragilisant tout l'équilibre de la filière. L'existence d'une telle culture industrielle sur jachère depuis les années 1990 aura néanmoins permis de remettre en production toutes ces surfaces sans difficulté. Dieser industrie annonce en août 2007 en France que dans le cadre de leurs contrats pluriannuels, ils accordent un complément de prix d'achat de 20 €/t pour fidéliser les agriculteurs qui risquent de planter des cultures plus rentables que des agrocarburants. La production industrielle de colza est souvent qualifiée de « productiviste ».
Le biodiesel est plus cher à produire que le gazole et a donc besoin d'une « incitation fiscale », sous la forme d'une défiscalisation importante (~35 % d'exonération de la TIPP en 2009). La défiscalisation partielle de la TIPP (ou TIC) est décidée dans le Projet de loi de finance (PLF). Le PLF 2009 a décidé une baisse progressive de cette défiscalisation jusqu'en 2011.
La production de biodiesel est par ailleurs toujours négligeable face aux besoins de consommation de gazole. L'objectif des producteurs de biodiesel est de remplacer le gazole seulement en partie et de faire appel à un bouquet d'énergies renouvelables pour compléter l'offre.
La défiscalisation des carburants « écologiques » est une source de controverses, quoique fixée en partie par la Directive européenne 2003/96/CE pour ce qui est des pays européens.
Certains mettent en avant des différences techniques avec le gazole, qui nécessite des ajustements sur les véhicules. Toutefois, ce type de critique n'apparaît fondé ni à l'usage ni à l'étude. De plus, la réaction de transestérification nécessite un chauffage donc consomme de l’énergie. Enfin, toujours en relation avec les matières premières, on retrouve la fabrication des engrais par l'industrie chimique qui nécessite des produits pétroliers. En France, des travaux sont menés sur ce dernier point par l'Institut technique des oléagineux (le CETIOM) afin de réduire la consommation d'engrais pour ces productions.
Le diesel est déjà un carburant classé cancérigène par l'OMS (voir Liste des cancérogènes du groupe 1 du CIRC), or le biodiesel serait encore plus nocif, car fonctionnant dans des moteurs non conçus pour lui[réf. nécessaire].

### Perspectives
Le biodiesel est un des moyens pour remédier aux crises énergétiques potentielles. La production d’huile à partir de certaines algues aurait un meilleur rendement énergétique d’après des travaux récents[réf. nécessaire]. Mais le 17 janvier 2018, le Parlement européen a voté l'interdiction d'ici à 2020 du biodiesel à base d'huile de palme, afin d'enrayer la disparition de millions d'hectares de prairies et de forêts, pièges naturels à carbone. Le Parlement devra maintenant entrer en négociation avec le Conseil des ministres et la Commission pour tenter de faire entériner son vote. Quant aux écologistes, ils demandent l'interdiction à terme de tous les biocarburants dits de « première génération », à base de cultures vivrières.

#### Politique d'aide
Au niveau européen, l'obligation du gel des terres est mise en place avec la réforme de 1992 en vue d'équilibrer le marché des céréales. La culture de productions non alimentaires - y compris les cultures énergétiques - est autorisée pour autant que l'utilisation de la biomasse soit garantie par un contrat ou par l'agriculteur. Une aide spéciale aux cultures énergétiques a été mise en place avec la réforme de la PAC de 2003. En 2007, une prime d'un montant de 45 €/ha a été prévue avec une superficie maximale garantie de 1,5 million d'hectares en tant que plafond budgétaire.
Au niveau français, la France devance de deux ans les mesures d’incorporation prises par l’Union européenne. En 2007, tous les moteurs diesel roulaient au diester avec 5 % en volume d’additif, en 2008 à 6,3 % et en 2010, la France s’est engagée à incorporer 7,7 % en volume et en 2015 l'objectif est de 10 % en volume. Aujourd’hui, 60 collectivités et entreprises, soient 8 000 véhicules, l’utilisent à 30 %. Cette nouvelle fabrication bénéficie d’exonération de taxe intérieure de consommation sur les produits pétroliers (TIPP) normalement appliquée au carburant. Le biodiesel en 2007 a été détaxé de 65 %.

### Commerce
En 2014, la France est nette exportatrice de biodiesel, d'après les douanes françaises. Le prix moyen à la tonne à l'export était de 925 €.

## Impact environnemental

### Intérêt du biodiesel
Le principal intérêt revendiqué par le biodiesel est de ne pas être une énergie fossile et de fournir une énergie renouvelable (l'huile végétale brute), contribuant très peu à l'augmentation du taux de CO2 présent dans l'atmosphère. De plus, le biodiesel ne comporte pas moins d'azote que le diesel. En effet, en théorie, la plante, durant sa croissance, consomme par photosynthèse la quantité exacte de dioxyde de carbone qui sera dégagée lors la combustion du carburant. Cependant, pour bien maîtriser la valeur écologique d'un carburant, il faut prendre en compte son éco-bilan, et donc tout son processus de fabrication, incluant la culture et ses intrants (engrais notamment), l'empreinte écologique et l'efficacité énergétique des processus de transformation et des transports du producteur au consommateur final et faire le bilan énergétique global.
Le biodiesel nécessite un apport énergétique pour accélérer le processus d'estérification et doit être traité dans des raffineries spécialisées avant d'être livré aux consommateurs, ce qui dégrade légèrement son efficacité énergétique en particulier face à l'huile végétale carburant, mais le rend compatible avec l'ensemble des motorisations diesel. Le biodiesel peut être utilisé sans être mélangé au gazole (B100), mais cette utilisation nécessite l'emploi de joints particuliers dans les moteurs. En pratique, le biodiesel est mélangé à des taux allant de 5 % à 30 % (B5 et B30) qui ne nécessitent pas de modification des moteurs.
Certains soulignent des risques qui n'ont pas initialement été pris en compte,. Il ne faudrait pas que la production de biocarburants se fasse au prix d'une déforestation massive comme au Brésil, ce qui, au contraire de l'effet recherché, augmenterait les émissions de gaz à effet de serre. De plus, les espaces cultivés privent les pays de sols pour l'agriculture alimentaire, en faisant monter les prix des céréales ou du maïs alimentaires (ces cultures étant utilisées pour produire de l'éthanol, un autre agrocarburant).
En Europe, où la production de biodiesel est essentiellement issue de la culture du colza, sans qu'il y ait de déforestation, cette production a un avantage : la production simultanée de protéines végétales pour l'alimentation animale. Le développement des biodiesels européens a ainsi permis d’accroître la production de protéines végétales locales qui remplacent une partie des importations de soja.
L'organisation non gouvernementale Transport & environment, à partir des données possédées par la Commission européenne, a effectué une étude sur le bilan total des émissions de gaz à effet de serre de diverses alternatives aux carburants fossiles. D'après leurs calculs, l'ensemble des agrocarburants du type biodiesel conçus à partir de colza, soja, tournesol ou de palmier à huile émettent plus de CO2 que le diesel fossile à quantité équivalente,.

### Bilan environnemental
Un projet européen a pour objectif d'approfondir les études menées sur le colza énergétique, en considérant uniquement la partie agricole. On parle alors du bilan environnemental de la culture. Pour traiter au mieux ses différents aspects, trois organismes mettent en commun leurs compétences :
- l'Ademe (Agence de l'environnement et de la maîtrise de l'énergie) ;
- le CETIOM (Centre technique interprofessionnel des oléagineux métropolitains) ;
- l'INRA (Institut national de la recherche agronomique).

Cela consiste à établir une base quantitative d'évaluation des facteurs d'impact de la culture sur l'environnement à travers l'inventaire des consommations de matière et d'énergie, ainsi que des rejets solides, liquides et gazeux, pendant son cycle de vie. Il faut donc comparer toute l'énergie nécessaire à la production du diester à celle restituée (rendement énergétique), mais aussi mesurer les quantités d'azote lessivé (nitrates) ou ré-émis (protoxyde d'azote, ammoniac) par rapport à celles relevées sur sol en jachère nue ou spontanée.

#### Bilan hydrique
Un autre aspect du bilan environnemental est l'impact de la jachère sur les évolutions du stock d'eau et les écoulements dans le sol. Une particularité du colza d'hiver est la longueur de son cycle : le sol est couvert pendant dix mois, ce qui comporte deux avantages : la conservation de la structure (porosité et résistance à l'érosion) et la limitation de l'érosion lors des fortes pluies hivernales. De plus, la surface et la structure du couvert régissent l'évapo-transpiration. Avec en outre la capacité des racines à capter l'eau du sol, la culture et sa fertilisation jouent un rôle évident sur les stocks d'eau et le drainage.

#### Bilan azoté
L'élément azote est impliqué de multiples façons dans le bilan environnemental. Indispensable pour la fertilisation, il devient indésirable dans les eaux de percolation (pollution des nappes phréatiques, eutrophisation) et dans les émissions gazeuses (le protoxyde d'azote est un gaz à effet de serre). De plus la modélisation du cycle de l'azote est complexe, en particulier dans le sol où intervient l'activité microbiologique. L'étude menée est donc intéressante pour plusieurs raisons. D'une part pour confirmer et quantifier les impacts environnementaux du colza, qui est souvent décrit comme un piège à nitrate pour sa croissance automnale qui limite les risques de lessivage hivernal, sans nécessiter pour cela d'apport d'engrais, car le début du développement consomme l'azote produit par l'activité microbiologique sur le reliquat de la culture précédente. Par ailleurs, une étude récente mettait en cause le colza en ce qui concerne les dégagements de protoxyde d'azote (Friedrich, 1992). D'autre part les analyses de sol et les mesures de flux effectuées permettent de tester ou de valider les sous modèles de transformations de l'azote.

#### Bilan lors de la fertilisation des cultures
Le colza prélève les nitrates présents dans le sol et les rend en partie disponibles pour les céréales suivantes. Ceci évite que ces nitrates ne se retrouvent dans les nappes phréatiques. Il permet de rompre les cycles des maladies des céréales et de lutter plus efficacement contre les mauvaises herbes. Placée après un colza, une céréale donnera aussi un meilleur rendement. Les cultures de colza et de tournesol — placées en « tête de rotations » — permettent de réduire les doses d’engrais et de produits phytosanitaires nécessaires pour les céréales cultivées après.